# De krijtkampioen
De krijtkampioen is een stripverhaal uit de reeks van Suske en Wiske. Het is geschreven door Peter Van Gucht en getekend door Luc Morjaeu. De voorpublicatie startte op 31 mei 2023 in De Telegraaf. Het werd uitgegeven als 370ste album in de Vierkleurenreeks op 6 september 2023.

## Personages
- Suske (Spike), Wiske (Suzy), Lambik (Lambert Kriek[1]), Jerom (Rombert), tante Sidonia (Evelyne), professor Barabas, Willy Vandersteen, Wanda, Krab en Biggles (boeven), politieagenten, commissaris, Ricky, moeder van Wanda, mijnheer Van Brombrons, Fientje Flink, Rik Salimbo, Sjarel de landloper[2] en andere zwerver, Gust de Gapper en andere straatjongen, Francois (chauffeur van Brombrons)

## Locaties
- België, Seefhoek, huis van tante Sidonia, huis en laboratorium van professor Barabas, Tuf-Tuf-Club, Rik Salimbo Kruidenier-Drogist, Grieks restaurant Jeromba[3], politiebureau, rechtbank, Red Star Line[4]

## Uitvindingen
- teletransfor

## Verhaal
Wanda loopt naar het Stuivenbergsplein en haalt herinneringen op aan vroeger. Ze groeide hier op en was bevriend met Willy Vandersteen, maar ze vertrok onverwacht naar Canada omdat zij achter Willys rug om een baan aannam van haar tante die daar woonde. Ze is bang dat Willy haar dit levenslang kwalijk heeft genomen. Voordat ze vertrok maakte Willy een stripverhaal op de stoep met krijt. Willy verwerkte enkele elementen in het verhaal die Wanda hem had gegeven. De boeven Krab en Biggles innen geld voor Madam de Zwart. Lambert en Rombert moeten vluchten voor de politie, want zij willen alle landlopers naar een bedelaarsgesticht brengen. Evelyne biedt aan om de mannen in huis te nemen, ze heeft een oogje op Lambert.
Willy is verbaasd dat Wanda de volgende dag niet komt opdagen. Ze hoort van haar broertje Ricky dat ze naar haar tante in Canada zal gaan. Hij ziet haar en haar moeder nog voor ze op het schip stapt. Hij is kwaad op haar omdat ze hier niets over had verteld en ze hem alleen moet achterlaten, zodat hij zelf met het verhaal op de stoep verder moet gaan.
De vrienden ontmoeten tijdens een spelletje Jeu de Boules Wanda. Ze vertelt dat ze trouwde en kinderen kreeg in Canada. Ook had ze een goedlopend restaurant. Wanda is blij te horen dat Willy ook een goed leven heeft gehad. Ze heeft met Leen Vandersteen gesproken en zij verwees de oude vriendin van haar vader naar de vrienden omdat zij wist dat ze de krijttekeningen die Willy voor haar vertrek op de stoep maakte mogelijk weer zichtbaar zouden kunnen maken, zodat ze ook de rest van dit verhaal zou kunnen zien en op deze manier te weten kon komen hoe dit verhaal af zou lopen en of Willy z`n excuses had aangeboden voor een vervelende uitspraak die hij bij haar vertrek had gedaan. Professor Barabas gaat samen met Lambik en Jerom op zoek naar krijtmoleculen met zijn vernieuwde teletransfor. Op deze manier weten zij alle krijttekeningen van Willy weer terug te vinden op de stoep. Met een computer weten ze met behulp van deze tekeningen het verhaal te reconstrueren. In een bioscoopzaal vertoont Barabas dit vervolgens aan de vrienden en Wanda. Al snel zien de vrienden dat Lambert en Rombert in het tuinatelier van Evelyne mochten wonen, ze is welgesteld door de nalatenschap van haar overleden man. Menheer Van Brombrons dingt naar haar hand, maar wordt afgewezen. Al sinds Evelyne de Milde Weldoenervereniging oprichtte, is ze gek op Lambert. Evelyne wil dat Lambert en Rombert een baan zoeken, waarna Lambert boos vertrekt. Rombert volgt haar advies wel op. Spike en Suzy ontmoeten Fientje Flink, de zus van Evelyne is oprichtster van de Dulle Grietenclub. Ze strijdt voor gelijke rechten en stemrecht voor vrouwen, maar vindt iemand als Lambert te min voor haar zus.
In Tuf-Tuf-Club heeft Madam de Zwart het heft in handen. Criminelen krijgen orders van haar en mannen gaan op zoek naar brug 38 om Lambert te zoeken. Hij wordt gevangen genomen, maar het lukt om te ontsnappen. Rombert krijgt een baan als politieagent. Hij krijgt opdracht Lambert op te pakken, want die zou de gouden schelvis gestolen hebben. Evelyne hoort van twee zwervers dat Lambert onder een nieuwe brug slaapt. Lambert komt in de gevangenis terecht en Evelyne is ontroostbaar. Spike hoort van Gust dat Biggles en Krab in de Tuf-Tuf-Club geld innen. Het lijkt erop dat meneer Van Brombrons de vrienden hielp, maar dan blijkt dat hij Madam de Zwart is. Hij zat achter het fortuin van Evelyne aan. Rombert laat Lambert dan uit de cel en ze gaan snel naar het Rojenbietdok, want Madam de Zwart wil naar Mexico vluchten. Lambert en Rombert kunnen Evelyne bevrijden, Rombert wordt gepromoveerd naar inspecteur en ze krijgen een premie, omdat ook de gouden schelvis teruggevonden is. De criminele bende is opgerold en Lambert wil een leven opbouwen met Evelyne. Hij wil een boomkwekerij beginnen. Fientje heeft een oogje op Rombert.
Wanda is blij, ze weet nu dat Willy haar heeft vergeven dat ze zo onverwacht naar Canada vertrokken is.

## Achtergronden
Dit verhaal is een eerbetoon aan de in 1990 overleden striptekenaar Willy Vandersteen, die in 1944 was begonnen met de reeks van Suske en Wiske. Er komen dan ook veel figuren en verwijzingen naar de door hem getekende Suske en Wiske-albums in voor. Het was tevens de het laatste verhaal van de hand van Luc Morjaeu die in juni 2023 besloot te stoppen met het tekenen van de strips.